# Càlcul de variacions

El càlcul de variacions es va desenvolupar a partir del problema de la corba braquistòcrona.

El  càlcul de variacions  és un problema matemàtic consistent a buscar màxims i mínims (o més generalment extrems relatius) de funcionals continus definits sobre algun espai funcional.
Constitueixen una generalització del càlcul elemental de màxims i mínims de funcions reals d'una variable.

## Història
El càlcul de variacions es va desenvolupar a partir del problema de la corba braquistòcrona, plantejat inicialment per Johann Bernoulli (1696). Immediatament aquest problema va captar l'atenció de Jakob Bernoulli i el Marquès de L'Hôpital, encara que va ser Leonhard Euler el primer que va elaborar una teoria del càlcul variacional. Les contribucions de Euler es van iniciar en 1733 amb la seva Elementa Calculi Variationum ('Elements del càlcul de variacions') que dona nom a la disciplina.
Lagrange contribuí extensament a la teoria i Legendre (1786) va assentar un mètode, no enterament satisfactori per distingir entre màxims i mínims. Isaac Newton i Gottfried Leibniz també hi van parar esment. Altres treballs destacats van ser els de Vincenzo Brunacci (1810), Carl Friedrich Gauss (1829), Siméon Poisson (1831), Mikhail Vasilievich Ostrogradsky (1834) i Carl Jacobi (1837). Un treball general particularment important és el de Sarrus (1842) que va ser resumit per Cauchy (1844). Altres treballs destacats posteriors són els de Strauch (1849), Jellett (1850), Otto Hesse (1857), Alfred Clebsch (1858) i Carll (1885), encara que potser el més important dels treballs durant el segle xix és el de Weierstrass. Aquest important treball va ser una referència estàndard i és el primer que tracta el càlcul de variacions sobre una base ferma i rigorosa. Els problema 20 i 23 de Hilbert plantejats en 1900 van estimular alguns desenvolupaments posteriors.
Durant el segle xx, David Hilbert, Emmy Noether, Leonida Tonelli, Henri Lebesgue i Jacques Hadamard, entre d'altres, en van fer contribucions notables. Marston Morse va aplicar el càlcul de variacions al que actualment es coneix com a teoria de Morse Lev Pontryagin, Ralph Rockafellar i Clarke van desenvolupar noves eines matemàtiques dins de la teoria del control òptim, generalitzant el càlcul de variacions. La programació dinàmica de Richard Bellman és una alternativa al càlcul de variacions.

## Formulació general
Un dels problemes típics en càlcul diferencial és el de trobar el valor de {\displaystyle x} per al qual la funció {\displaystyle f(x)} assoleix un valor extrem (màxim o mínim). En el càlcul de variacions el problema és trobar una funció {\displaystyle f(x)} per la qual un funcional {\displaystyle I[f]} abast un valor extrem. El funcional {\displaystyle I[f]} està compost per una integral que depèn de {\displaystyle x}, de la funció {\displaystyle f(x)} i algunes de les seves derivades.
{\displaystyle I[f]=\int _{a}^{b}f(x,p(r),c'(x)\dots )\,dx}
On la funció {\displaystyle f(x)} pertany a algun espai de funcions (espai de Banach, espai de Hilbert), i tant ella com les seves derivades poden tenir restriccions.
Aquesta fórmula integral pot ser més complicada permetent {\displaystyle x} ser un vector i, per tant, incloent derivades parcials per {\displaystyle f}.

## Problemes històrics

### Problema Isoperimètric
Quina és l'àrea màxima que pot envoltar amb una corba de longitud donada?.
Exemple:
Siguin dos punts {\displaystyle A=(a,0),B=(b,0)} en l'eix x on la distància entre ells està donada. És a dir {\displaystyle AB=l}. El problema de trobar una corba que maximitzi l'àrea entre ella i l'eix x seria:
Trobar una funció {\displaystyle f(x)} de manera que,
{\displaystyle I[f]=\int _{a}^{b}f(x)dx=} max
amb les restriccions
{\displaystyle G[f]=\int _{a}^{b}{\sqrt {1+(f'(x))^{2}}}dx=l} (longitud d'arc)
{\displaystyle f(a)=f(b)=0}

### Braquistòcrona
El problema de la corba braquistòcrona es remunta a J. Bernoulli (1696). Es refereix a trobar una corba en el pla cartesià que vagi del punt {\displaystyle P=(x_{0},i_{0})} l'origen de manera que un punt material que es llisca sense fricció sobre ella triga el menor temps possible a anar de {\displaystyle P} l'origen. Usant principis de mecànica clàssica el problema pot formular-se com,
{\displaystyle T[f]=\int _{0}^{x_{0}}{\frac {\sqrt {1+(f'(x))^{2}}}{\sqrt {2g(y_{0}-y)}}}\ dx=} min
on  g  és la gravetat i les restriccions són, {\displaystyle f(0)=0}, {\displaystyle f(x_{0})=y_{0}}. Cal notar que en {\displaystyle x=x_{0}} hi ha una singularitat.

## Equació d'Euler-Lagrange
Trobar els extrems de funcionals és similar a trobar els màxims i mínims de funcions. Els màxims i mínims d'una funció es poden trobar buscant els punts en què la derivada de la funció es cancel·la (és a dir, en què és igual a zero). Els extrems de funcionals es poden obtenir trobant funcions per les quals la derivada funcional és igual a zero. Això implica solucionaar l'equació d'Euler Lagrange associada a la funció.
Consideri's el funcional
{\displaystyle J[y]=\int _{x_{1}}^{x_{2}}L\left(x,y(x),y'(x)\right)\,dx\,.}
on
- {\displaystyle x_{1},x_{2}} són constants,
- {\displaystyle y(x)} és dues vegades contínuament diferenciable,
- {\displaystyle y'(x)={\frac {dy}{dx}},}
- {\displaystyle L\left(x,y(x),y'(x)\right)} és dues vegades contínuament diferenciable respecte els seus arguments {\displaystyle x,y,} i {\displaystyle y'.}

Si el funcional {\displaystyle J[y]} té un mínim local a {\displaystyle f,} i {\displaystyle \eta (x)} és una funció arbitrària que té com a mínim una derivada i es cancel·la (val zero) als punts finals {\displaystyle x_{1}} i {\displaystyle x_{2},} llavors per tot nombre {\displaystyle \varepsilon } proper al 0,
{\displaystyle J[f]\leq J[f+\varepsilon \eta ]\,.}
El terme {\displaystyle \varepsilon \eta } rep el nom de variació de la funció {\displaystyle f} i es denota com {\displaystyle \delta f.}
Substituint {\displaystyle f+\varepsilon \eta } per {\displaystyle y} en el funcional {\displaystyle J[y],} el resultat és una funció de {\displaystyle \varepsilon ,}
{\displaystyle \Phi (\varepsilon )=J[f+\varepsilon \eta ]\,.}
Com que el funcional {\displaystyle J[y]} té un mínim per {\displaystyle y=f} la funció {\displaystyle \Phi (\varepsilon )} té un mínim a {\displaystyle \varepsilon =0} i per tant,
{\displaystyle \Phi '(0)\equiv \left.{\frac {d\Phi }{d\varepsilon }}\right|_{\varepsilon =0}=\int _{x_{1}}^{x_{2}}\left.{\frac {dL}{d\varepsilon }}\right|_{\varepsilon =0}dx=0\,.}
Prenent la derivada total de {\displaystyle L\left[x,y,y'\right],} on {\displaystyle y=f+\varepsilon \eta } i {\displaystyle y'=f'+\varepsilon \eta '} es consideren com a funcions de {\displaystyle \varepsilon }i no de {\displaystyle x,} s'obté
{\displaystyle {\frac {dL}{d\varepsilon }}={\frac {\partial L}{\partial y}}{\frac {dy}{d\varepsilon }}+{\frac {\partial L}{\partial y'}}{\frac {dy'}{d\varepsilon }}}
i com que {\displaystyle {\frac {dy}{d\varepsilon }}=\eta } i {\displaystyle {\frac {dy'}{d\varepsilon }}=\eta ',}
{\displaystyle {\frac {dL}{d\varepsilon }}={\frac {\partial L}{\partial y}}\eta +{\frac {\partial L}{\partial y'}}\eta '.}
Per tant,
{\displaystyle {\begin{aligned}\int _{x_{1}}^{x_{2}}\left.{\frac {dL}{d\varepsilon }}\right|_{\varepsilon =0}dx&=\int _{x_{1}}^{x_{2}}\left({\frac {\partial L}{\partial f}}\eta +{\frac {\partial L}{\partial f'}}\eta '\right)\,dx\\&=\int _{x_{1}}^{x_{2}}{\frac {\partial L}{\partial f}}\eta \,dx+\left.{\frac {\partial L}{\partial f'}}\eta \right|_{x_{1}}^{x_{2}}-\int _{x_{1}}^{x_{2}}\eta {\frac {d}{dx}}{\frac {\partial L}{\partial f'}}\,dx\\&=\int _{x_{1}}^{x_{2}}\left({\frac {\partial L}{\partial f}}\eta -\eta {\frac {d}{dx}}{\frac {\partial L}{\partial f'}}\right)\,dx\\\end{aligned}}}
on {\displaystyle L\left[x,y,y'\right]\to L\left[x,f,f'\right]} quan {\displaystyle \varepsilon =0} i s'ha utilitzat integració per parts en el segon terme. El segon terme de la segona línia es cancel·la ja que {\displaystyle \eta =0} a {\displaystyle x_{1}} i a {\displaystyle x_{2}} per definició. També, com s'ha mencionat prèviament, el costat esquerre de l'equació és zero i per tant
{\displaystyle \int _{x_{1}}^{x_{2}}\eta (x)\left({\frac {\partial L}{\partial f}}-{\frac {d}{dx}}{\frac {\partial L}{\partial f'}}\right)\,dx=0\,.}
Segons el lema fonamental del càlcul de variacions, la part de l'integrand entre parèntesis és zero, és a dir
{\displaystyle {\frac {\partial L}{\partial f}}-{\frac {d}{dx}}{\frac {\partial L}{\partial f'}}=0}
que s'anomena l'equació d'Euler–Lagrange. El costat esquerre d'aquesta equació s'anomena la derivada funcional de {\displaystyle J[f]} i s'escriu {\displaystyle \delta J/\delta f(x).}
En general això dona una equació diferencial ordinària que es pot resoldre per obtenir la funció extrema {\displaystyle f(x)}. L'equació d'Euler–Lagrange és una condició necessària, però no suficient, perquè {\displaystyle J[f]} sigui un extrem.

### Exemple
Per tal d'il·lustrar aquest procés, consideri's el problema de buscar l'extrem de la funció {\displaystyle y=f(x),} que és la corba més curta que connecta dos punts {\displaystyle \left(x_{1},y_{1}\right)} i {\displaystyle \left(x_{2},y_{2}\right).} La longitud d'arc de la corba ve donada per
{\displaystyle A[y]=\int _{x_{1}}^{x_{2}}{\sqrt {1+[y'(x)]^{2}}}\,dx\,,}
amb
{\displaystyle y'(x)={\frac {dy}{dx}}\,,\ \ y_{1}=f(x_{1})\,,\ \ y_{2}=f(x_{2})\,.}
Noti's que assumir que y és una funció de x perd generalitat; idealment ambdues haurien de ser funcions d'un altre paràmetre. Aquest plantejament és bo únicament per finalitats instructives.
S'utilitzarà ara l'equació d'Euler–Lagrange per trobar els extrems de la funció {\displaystyle f(x)} que minimiza el funcional {\displaystyle A[y].}
{\displaystyle {\frac {\partial L}{\partial f}}-{\frac {d}{dx}}{\frac {\partial L}{\partial f'}}=0}
amb 
{\displaystyle L={\sqrt {1+[f'(x)]^{2}}}\,.}
Com que {\displaystyle f} no apareix explícitament a {\displaystyle L,} el primer terme en l'equació d'Euler–Lagrange es cancel·la per tota {\displaystyle f(x)} i per tant,
{\displaystyle {\frac {d}{dx}}{\frac {\partial L}{\partial f'}}=0\,.}
Substituint per {\displaystyle L} i fent la derivada,
{\displaystyle {\frac {d}{dx}}\ {\frac {f'(x)}{\sqrt {1+[f'(x)]^{2}}}}\ =0\,.}
Per tant
{\displaystyle {\frac {f'(x)}{\sqrt {1+[f'(x)]^{2}}}}=c\,,}
per una certa constant {\displaystyle c.} Llavors
{\displaystyle {\frac {[f'(x)]^{2}}{1+[f'(x)]^{2}}}=c^{2}\,,}
on 
{\displaystyle 0\leq c^{2}<1.}
Resolent, s'obté
{\displaystyle [f'(x)]^{2}={\frac {c^{2}}{1-c^{2}}}}
que implica que
{\displaystyle f'(x)=m}
és una constant i, per tant, que la corba més curta que connecta dos punts {\displaystyle \left(x_{1},y_{1}\right)} i {\displaystyle \left(x_{2},y_{2}\right)} és
{\displaystyle f(x)=mx+b\qquad {\text{with}}\ \ m={\frac {y_{2}-y_{1}}{x_{2}-x_{1}}}\quad {\text{i}}\quad b={\frac {x_{2}y_{1}-x_{1}y_{2}}{x_{2}-x_{1}}}}
i s'ha trobat doncs la funció extrema {\displaystyle f(x)} que minimitza el funcional {\displaystyle A[y]} tal que {\displaystyle A[f]} és mínim. L'equació d'una línia recta és {\displaystyle y=f(x).} En altres paraules, la distància més curta entre dos punts és la línia recta.

## Identitat de Beltrami
En problemes de física, es pot donar el cas que {\displaystyle {\frac {\partial L}{\partial x}}=0,} és a dir, que l'integrand és funció de {\displaystyle f(x)} i de {\displaystyle f'(x)} però {\displaystyle x} no apareix separadament. En aquest cas, l'equació d'Euler–Lagrange se simplifica a la identitat de Beltrami
{\displaystyle L-f'{\frac {\partial L}{\partial f'}}=C\,,}
on {\displaystyle C} és una constant. El costat esquerre de la igualtat és la transformació de Legendre de {\displaystyle L} respecte {\displaystyle f'(x).}
La intuïció darrere d'aquest resultat és que, si la variable {\displaystyle x} és de fet el temps, llavors l'afirmació {\displaystyle {\frac {\partial L}{\partial x}}=0} implica que el Lagrangian és independent del temps. Mitjançant el teorema de Noether, hi ha associada una quantitat que es conserva. En aquest cas, aquesta quantitat és el hamiltonià, la transformada de Legendre del lagrangià, que (sovint) coincideix amb l'energia del sistema. El hamiltonià és la constant de la identitat de Beltrami amb un signe menys multiplicant.

## Equació d'Euler–Poisson
Si {\displaystyle S} depèn en derivades d'ordre superior de {\displaystyle y(x),} és a dir, si 
{\displaystyle S=\int _{a}^{b}f(x,y(x),y'(x),\dots ,y^{(n)}(x))dx,}
llavors {\displaystyle y} ha de satisfer l'equació d'Euler–Poisson,
{\displaystyle {\frac {\partial f}{\partial y}}-{\frac {d}{dx}}\left({\frac {\partial f}{\partial y'}}\right)+\dots +(-1)^{n}{\frac {d^{n}}{dx^{n}}}\left[{\frac {\partial f}{\partial y^{(n)}}}\right]=0.}